# Ornithocephalus bicornis
Ornithocephalus bicornis är en orkidéart som beskrevs av John Lindley. Ornithocephalus bicornis ingår i släktet Ornithocephalus och familjen orkidéer. Inga underarter finns listade i Catalogue of Life.

## Bildgalleri

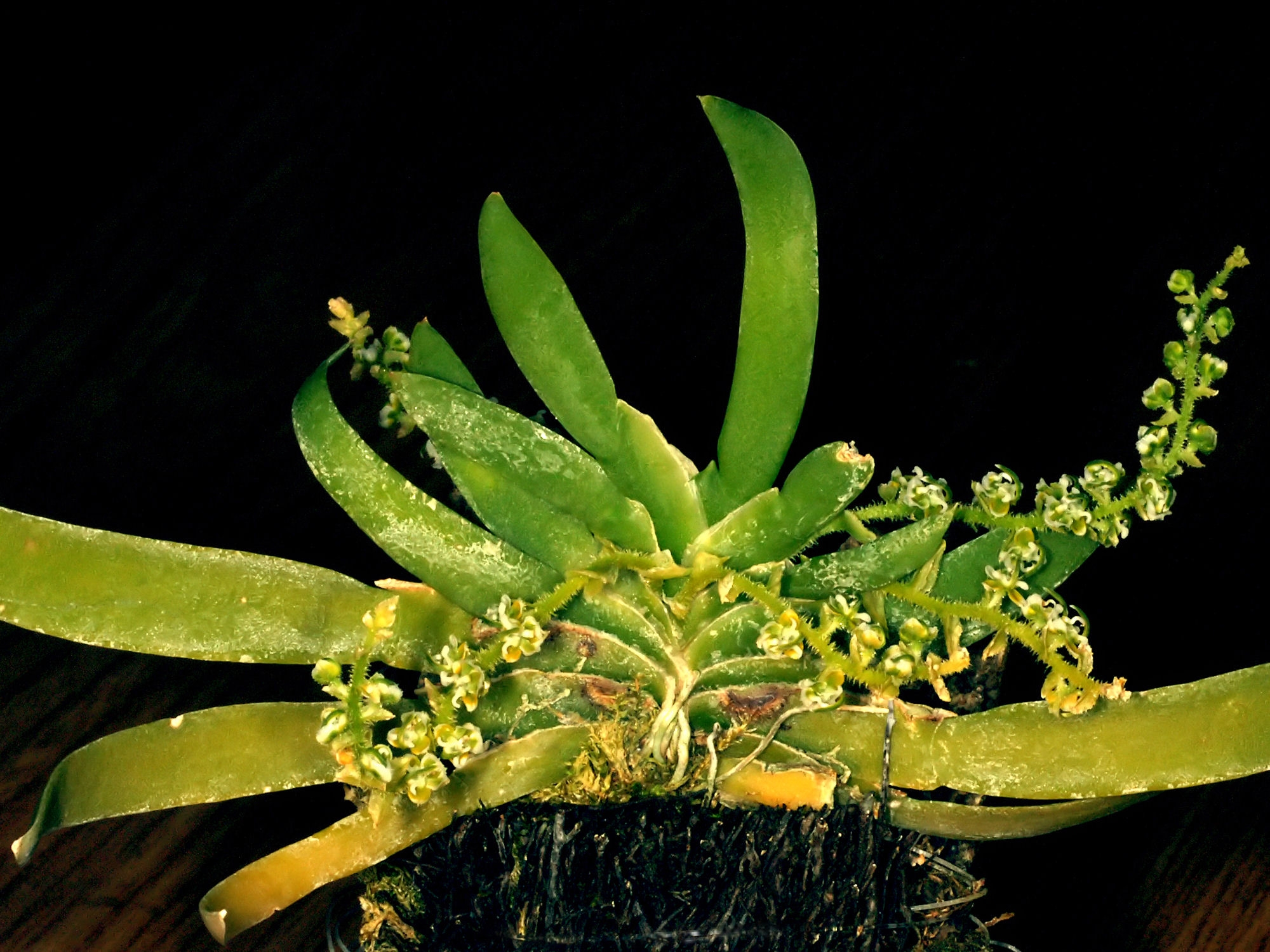
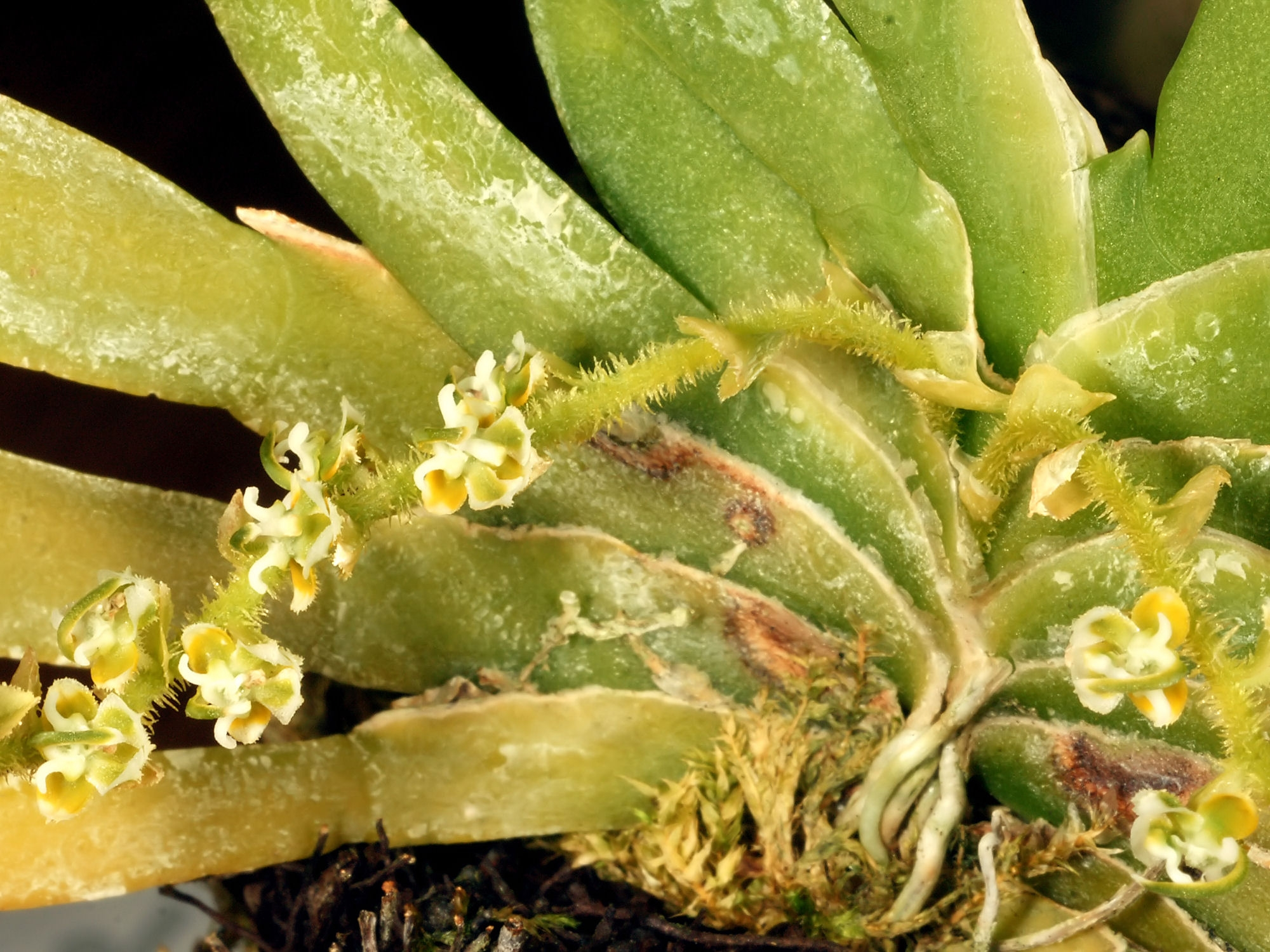